# Johan Conrad Spengler
Johan Conrad Spengler (22. juli 1767 i København – 1. marts 1839 sammesteds) var en dansk museumsmand og kunstkammerforvalter og søn af Lorenz Spengler.

## Uddannelse
Efter at have besøgt Kunstakademiet rejste Johan Conrad Spengler udenlands 1787-90 for at studere kunst i Frankrig, Italien og England og fik under sin fraværelse 1789 udsigt til at få sin faders embede som kunstkammerforvalter, i hvilken stilling han straks efter sin hjemkomst begyndte at virke. Ved Christiansborg Slots brand 26. februar 1794 fik han lejlighed til at udmærke sig, idet han ved hjælp af nogle af de vagthavende gardere fik reddet en betydelig mængde malerier fra slottet, ligesom han også, da ilden truede Kunstkammeret, sørgede for redningen af dettes skatte.

## Handelsmand
Ved siden af sin virksomhed ved Kunstkammeret var Spengler også i en længere årrække knyttet til handelsverdenen, i det han kort efter sin hjemkomst fra udlandet fik en ansættelse på sin svoger agent Johan Jacob Frølichs kontor; i denne egenskab foretog han i vinteren 1794-95 i et handelsanliggende en rejse gennem Sverige til Norge og fulgte 1798 med kongelig tilladelse som supercargo med svogerens fregatskib, der var bestemt til Ostindien med en kostbar ladning; Skibet blev imidlertid i marts 1799 taget af en fransk kaper og opbragt til Bordeaux. Efter en lang proces blev det frigivet i slutningen af 1800, men da ladningen imidlertid var blevet næsten værdiløs, vendte Spengler tilbage til København, hvor han fortsatte sin virksomhed ved Kunstkammeret, samtidig med at han 1801 efter svogerens død overtog bestyrelsen af handelshuset, som han forestod, indtil begge hans søstersønner 1811 var blevet myndige.

## I spidsen for Kunstkammeret
I mellemtiden havde han 1803 foretaget en rejse til Berlin, Dresden og Wien for at studere kunst og efter faderens død 1807 overtaget bestyrelsen af Kunstkammeret. Efter dettes omordning i tyverne, hvorved bl.a. Den Kongelige Malerisamling kom til at udgøre en selvstændig samling, og det tilbageblevne af Kunstkammeret efter udsondringen af en del af dettes sager blev benævnt Kunstmuseet, blev han 1825 inspektør ved Kunstmuseet og malerisamlingen og fik senere (1837) prædikat af direktør; efter at han 1825 var blevet udnævnt til justitsråd og 1829 Ridder af Dannebrog, blev han 1837 etatsråd. I 1817 blev han medlem af Det kongelige danske Selskab for Fædrelandets Historie. Foruden forskellige kunsthistoriske afhandlinger har han 1827 udgivet en stor katalog over malerisamlingen på Christiansborg Slot.

## Kunstsamler
Spengler, der var ugift, boede sammen med en søster, der delte hans interesse for kunst, men efter hendes død 1835 gik det tilbage med hans helbred; han døde 1. marts 1839. Han efterlod en betydelig samling af håndtegninger af danske og fremmede kunstnere; den danske afdeling blev af hans arvinger afhændet til Staten, medens størstedelen af de fremmede kunstneres håndtegninger ved auktion blev solgt til udlandet.
Han er begravet på Assistens Kirkegård.

## Ekstern henvisning
- Catalog over det kongelige billedgalleri paa Christiansborg fra 1827 af Johan Conrad Spengler findes tilgængelig på Google Books
- Denne artikel bygger hovedsagelig på P. Brocks Biografi i 1. udgave af Dansk biografisk leksikon, Udgivet af C. F. Bricka, 6 bind 16, side 208, Gyldendal, 1887-1905

| Efterfulgte: Lorenz Spengler | Kongelig kunstkammerforvalter 1807 - 1825 | Efterfulgtes af: Embede nedlagt |